# Селонне
Селонне́ (фр. Selonnet, окс. Selonet) — коммуна во Франции, находится в регионе Прованс — Альпы — Лазурный Берег. Департамент коммуны — Альпы Верхнего Прованса. Входит в состав кантона Сейн. Округ коммуны — Динь-ле-Бен.
Код INSEE коммуны — 04203.

## Население
Население коммуны на 2008 год составляло 430 человек.
| 1962 | 1968 | 1975 | 1982 | 1990 | 1999 | 2008 |
| ---- | ---- | ---- | ---- | ---- | ---- | ---- |
| 276  | 289  | 258  | 274  | 331  | 404  | 430  |

## Экономика
В 2007 году среди 285 человек в трудоспособном возрасте (15—64 лет) 206 были экономически активными, 79 — неактивными (показатель активности — 72,3 %, в 1999 году было 75,6 %). Из 206 активных работали 190 человек (104 мужчины и 86 женщин), безработных было 16 (6 мужчин и 10 женщин). Среди 79 неактивных 22 человека были учениками или студентами, 30 — пенсионерами, 27 были неактивными по другим причинам.

## Достопримечательности
- Церковь Нотр-Дам-э-Сент-Антуан (XIX век)
- Церковь в Виллодмар (XIX век), часть бывшего монастыря
- Часовня Нотр-Дам-о-Шамсор (1902 год, восстановлена в 2004 году)
- Часовня Сен-Терез-д’Авила (1844 год)

## Фотогалерея
- Селонне
- Колокольня церкви